# Crispiphantes
Crispiphantes é um gênero de aranhas da família Linyphiidae descrito em 1992.